# کامیلا سالوروویچ
کامیلا سالوِروویچ (لهستانی: Kamila Salwerowicz؛ زادهٔ ۲۶ اکتبر ۱۹۸۱) بازیگر اهل لهستان است.
از فیلم‌ها یا مجموعه‌های تلویزیونی که وی در آن‌ها نقش داشته‌است، می‌توان به خانواده جایگزین، جادوگر (فیلم)، جادوگر (مجموعه تلویزیونی)، در خیابان سپولنی، ع چون عشق، طایفه، در خوشی و سختی و مادران اشاره نمود.